# Bassline
Pour les articles homonymes, voir Bassline (homonymie).
Genres dérivés
Fidget house
Genres associés
Organ house
La bassline est un genre musical associé au UK garage ayant émergé de la scène speed garage. Il partage les mêmes caractéristiques (en particulier les lignes de basses) des genres dubstep et grime. Le genre a émergé à Sheffield aux alentours de 2002
Durant son existence, la bassline engendre quelques polémiques, dont une à Sheffield liée à un raid policier qui s'est déroulé autour du club Niche avant que ce dernier ne ferme. Avant la fermeture du club dans lequel les nuits de bassline battaient leur plein à Sheffield, « niche » était souvent utilisé comme un synonyme pour définir le genre musical. Comme pour la musique grime, la bassline est associée à la violence, aux comportements antisociaux et à une forte criminalité à son pic de popularité.

## Histoire

### Fermeture du Niche Nightclub

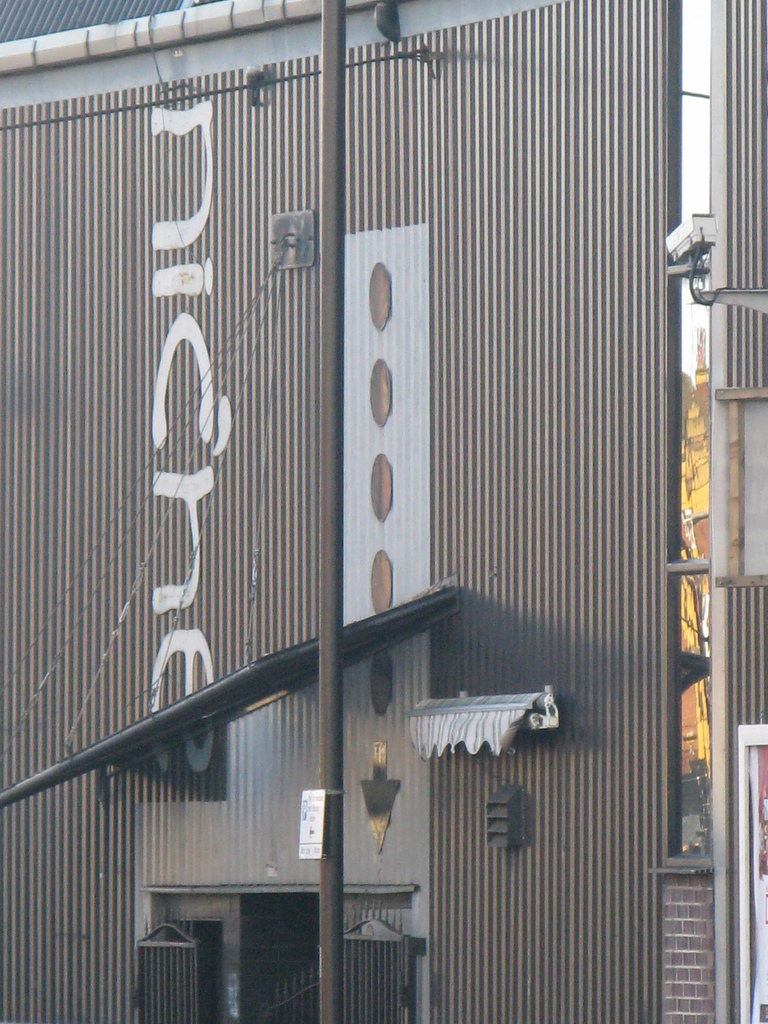
Façade du Niche en 2008.

La bassline émerge au Niche nightclub à Sheffield fermé le 27 novembre 2005 à la suite d'une opération policière appelée « Operation Repatriation », où plus de 300 policiers ont entouré le club, sans état d'arrestation. La police se méfie de la scène qui attise la violence, les gangs et le crime, en dehors de Sheffield.
La police de Sheffield explique que « le seul crime par balle survenu à Sheffield est lié à la bassline », et que la plupart des homicides se sont déroulés près des clubs de bassline dont le Niche. Steve Baxendale, ancien propriétaire du Niche Nightclub, explique que la fermeture du club a pu populariser la bassline, mais les soirées bassline étaient significativement plus dures à organiser, car les propriétaires étaient impliqués malgré eux dans l'histoire peu flatteuse du genre. En 2009, Baxendale ouvre un autre club à Sheffield appelé le Niche nightclub au Charter Square. Il est peu après fermé après un homicide par arme blanche en 2010, mais de nouveau ouvert uniquement pour les membres. Le 25 octobre 2010, le club reste fermé.

### Popularité
La bassline est une scène underground des West Midlands (Birmingham) et du nord de l'Angleterre jusqu'à ce que le single de T2 intitulé Heartbroken publié par le label All Around The World attire un intérêt international lorsqu'il atteint les classements musicaux, dont le UK Singles Chart à la deuxième place. Le MC grime Skepta rapporte en tournée un développement mineur du genre en Grèce et à Chypre en été 2007,. La chanson est significativement jouée par les radios britanniques. Certains critiques musicaux expliquent que la bassline côtoie une popularité moins sombre que la musique grime, du fait qu'elle attire l'intérêt de deux sexes, tandis que la musique grime attire l'intérêt d'un public généralement masculin,.
En décembre 2007, une version rééditée de Heartbroken, renommée Jawbroken est sélectionnée pour un combat de boxe entre Ricky Hatton et Floyd Mayweather,.